# 下多尔费尔登
下多尔费尔登是德国黑森州的一个市镇。总面积6.53平方公里，总人口3729人，其中男性1866人，女性1863人（2011年12月31日），人口密度571人/平方公里。